# Max van Huut
Max van Huut (Jakarta, 7 december 1947) is een Nederlandse architect die vooral bekend is door zijn organische architectuur. Sinds 1958 woont hij in Nederland.

## Leven en werk
Van Huut studeerde aan het Hoger Technisch Instituut te Amsterdam en daarna aan de Academie van Bouwkunst te Amsterdam.
Hij werkte bij diverse architectenbureaus en kwam in 1975 in dienst bij het architectenbureau van Ton Alberts. Na een van hun belangrijkste projecten, het voormalige NMB-hoofdkantoor, bekend als Het Zandkasteel in Amsterdam-Zuidoost, dat zij samen ontwierpen, werd hij in 1987 partner. Het in 2024 gesloten bureau heette sindsdien Architectenbureau Alberts en Van Huut en stond onder leiding van Van Huut.
Van Huut werkte aan veel verschillende projecten, waaronder woningen, kantoren, fabrieken, scholen, kerken, ziekenhuizen en diverse verbouwings- en renovatieprojecten. Ook geeft hij voordrachten over zijn projecten en visies.

### Ontwerpen
- Gasuniegebouw in Groningen
- Isala klinieken, Zwolle
- Schouwburg Het Park, Hoorn
- Zandkasteel, Amsterdam-Zuidoost

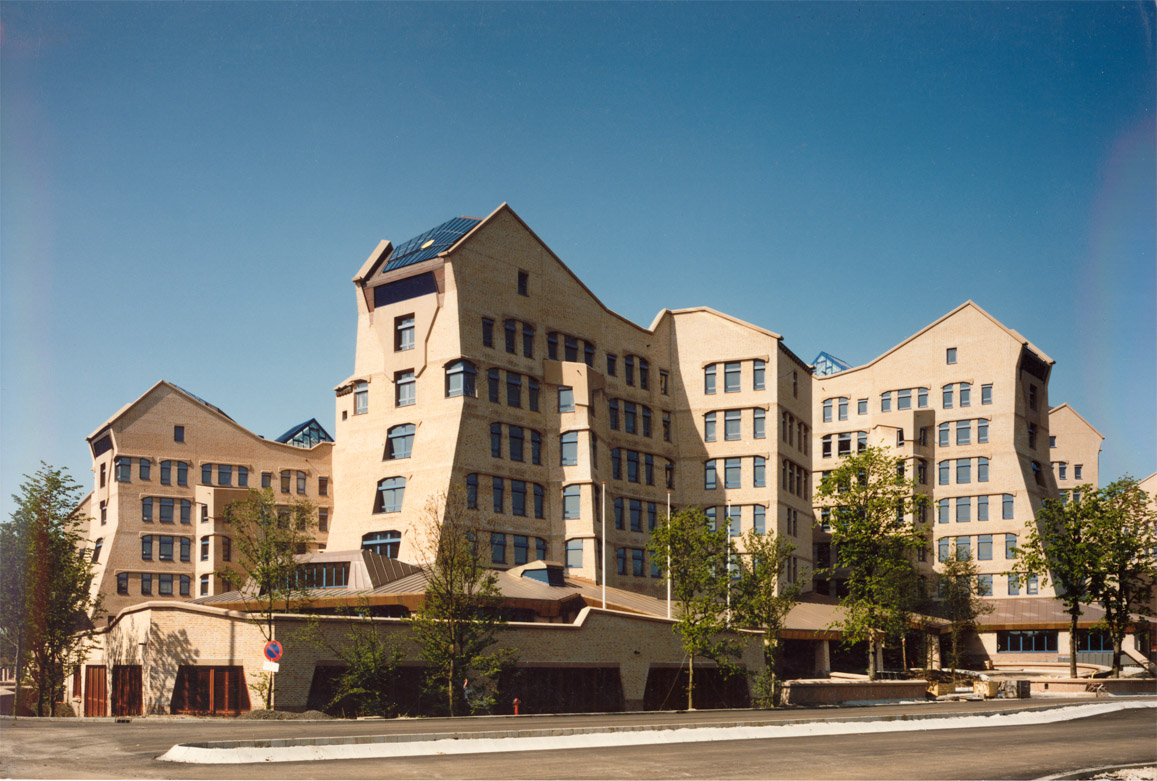
Het Zandkasteel
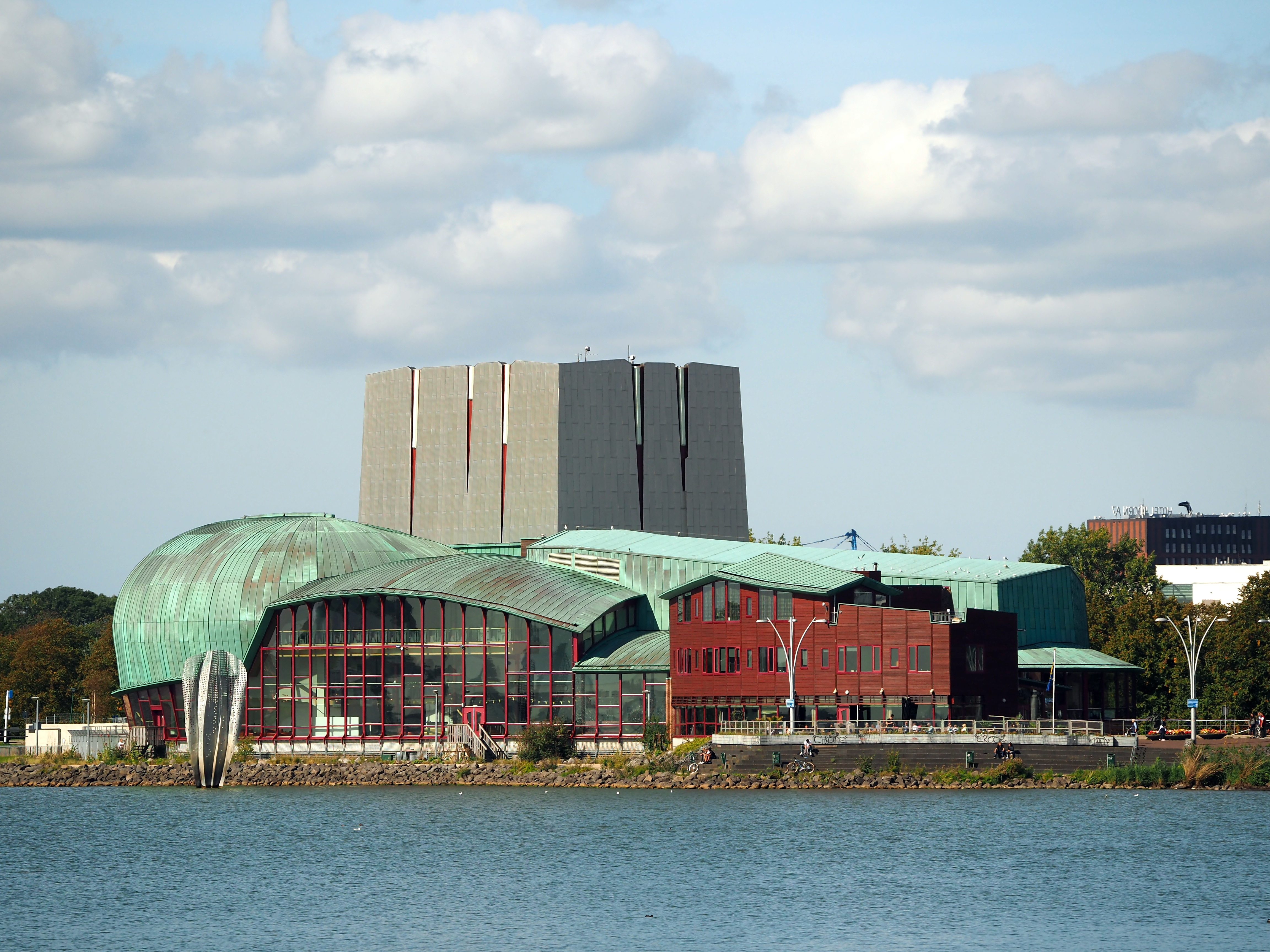
Schouwburg Het Park, Hoorn
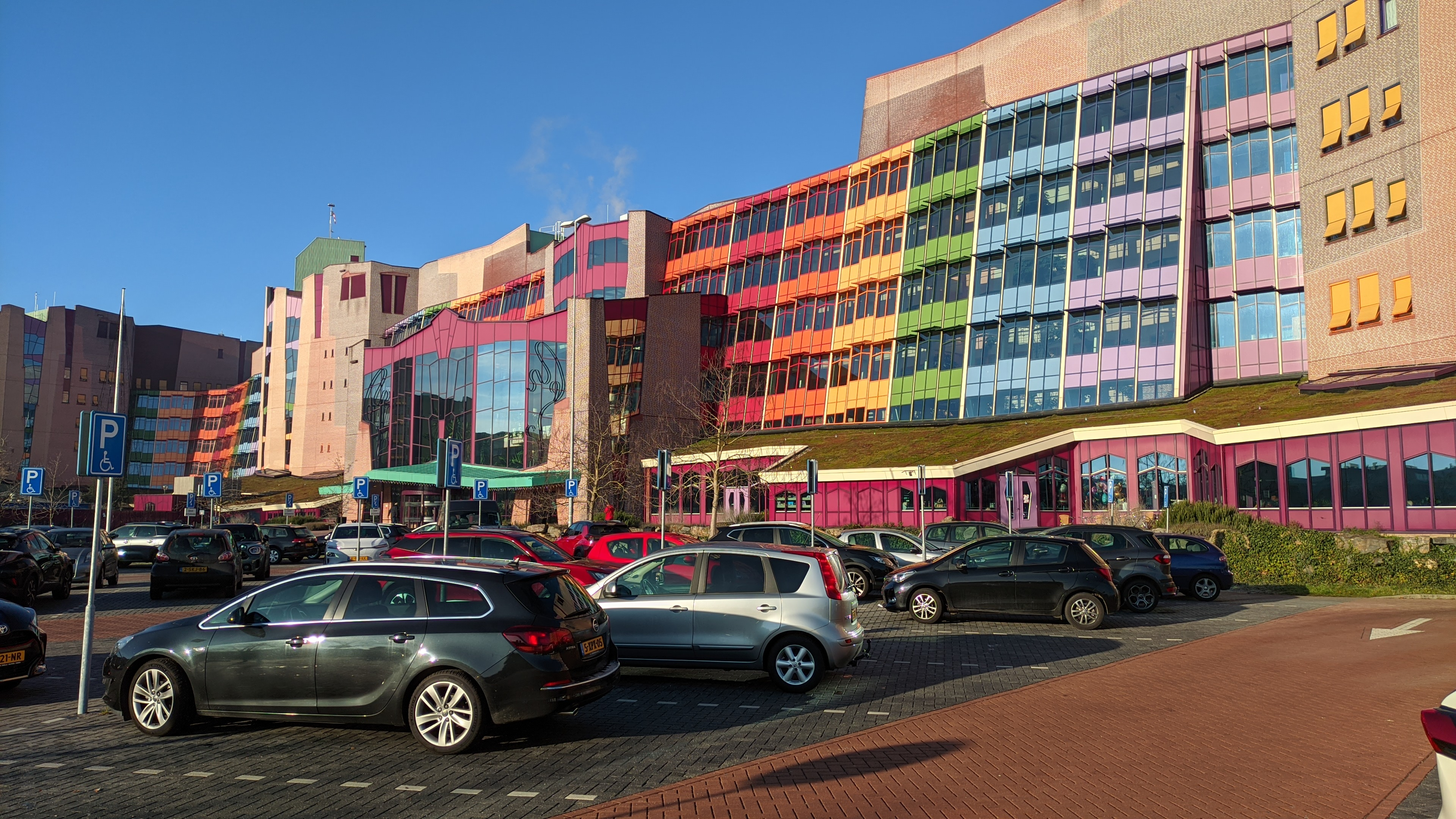
Isala klinieken, Zwolle